# 아이소사이안화 메틸
아이소사이안화 메틸(영어: methyl isocyanate, MIC)은 분자식은 CH3NCO인 유기 화합물이다. . 카바메이트계 살충제의 중간물질이며, 고무와 접착제 생산에 이용된다. 보팔 가스 사고에서 누출된 주요 물질이며 30,000명 가까이의 사람들을 사망에 이르게한 주된 원인이다.

## 물리적 특성
무색이며 자극성이 있는 냄새를 가진 가연성 · 맹독성 액체이다. 물에 6~10%가 용해되며 용해될 때에 물과 함께 반응한다.

## 제조
아이소사이안화 메틸은 메틸아민과 포스젠의 반응으로 제조된다.